# Zoe Pound

Zoe Pound använder Haitis flagga som sin symbol.

Zoe Pound är ett kriminellt gatugäng sammansatt i Miami av invandrare från Haiti någon gång före 1990.[källa behövs]. De har spritt sig utanför Miami och är inblandade i knarksmuggling, rån och relaterade våldsbrott i Evansville. År 2009 greps sex av ledarna i Fort Pierce i Florida efter att polismyndigheterna där lyckats få flera gängmedlemmar att vittna mot dem.
Ordet Zoe syftar på att de är haitier Pound är ett mångtydigt engelskt ord. De använder Haitis flagga som sin symbol.